# Mosiny (gromada)
Mosiny – dawna gromada, czyli najmniejsza jednostka podziału terytorialnego Polskiej Rzeczypospolitej Ludowej w latach 1954–1972.
Gromady, z gromadzkimi radami narodowymi (GRN) jako organami władzy najniższego stopnia na wsi, funkcjonowały od reformy reorganizującej administrację wiejską przeprowadzonej jesienią 1954 do momentu ich zniesienia z dniem 1 stycznia 1973, tym samym wypierając organizację gminną w latach 1954–1972.
Gromadę Mosiny z siedzibą GRN w Mosinach utworzono – jako jedną z 8759 gromad na obszarze Polski – w powiecie człuchowskim w woj. koszalińskim na mocy uchwały nr 43/54 WRN w Koszalinie z dnia 5 października 1954. W skład jednostki weszły obszary dotychczasowych gromad Mosiny, Bukowo i Dębnica ze zniesionej gminy Wierzchowo oraz obszar dotychczasowej gromady Myśligoszcz ze zniesionej gminy Strzeczona  w tymże powiecie. Dla gromady ustalono 17 członków gromadzkiej rady narodowej.
1 stycznia 1969 do gromady Mosiny włączono miejscowość Boboszewo o powierzchni 893 ha z miasta Debrzno w tymże powiecie.
31 grudnia 1971 z gromady Mosiny wyłączono wieś Myśligoszcz, włączając ją do gromady Debrzno w tymże powiecie, po czym gromadę Mosiny zniesiono, a jej (pozostały) obszar włączono do gromady Chrząstowo tamże.